# Radiocasete

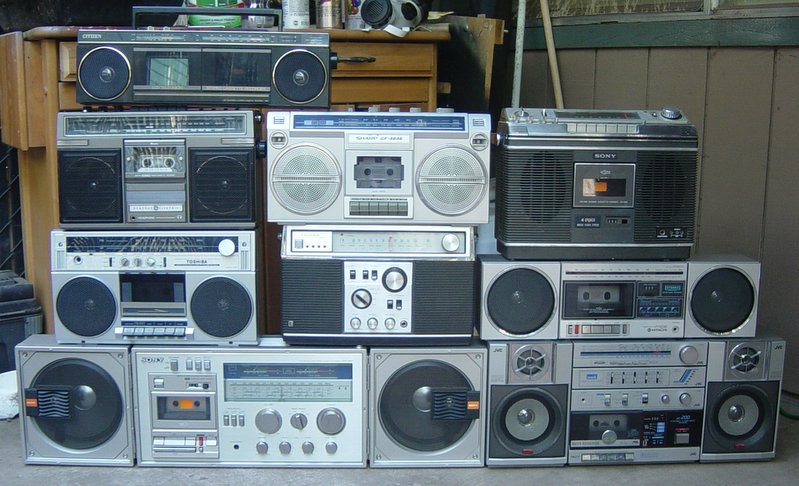
Varios radiocasetes de distintas marcas ordenados en una vitrina en los años ochenta.
Primera fila (superior): Citizen TA 80
Segunda fila: GE 5252, Sharp GF 4646, Sony GF-580
Tercera fila: Toshiba RT-6015, Lloyds V156, Hitachi TRK-9000H
Cuarta fila (inferior): Sony CFS-88S, JVC PC200.

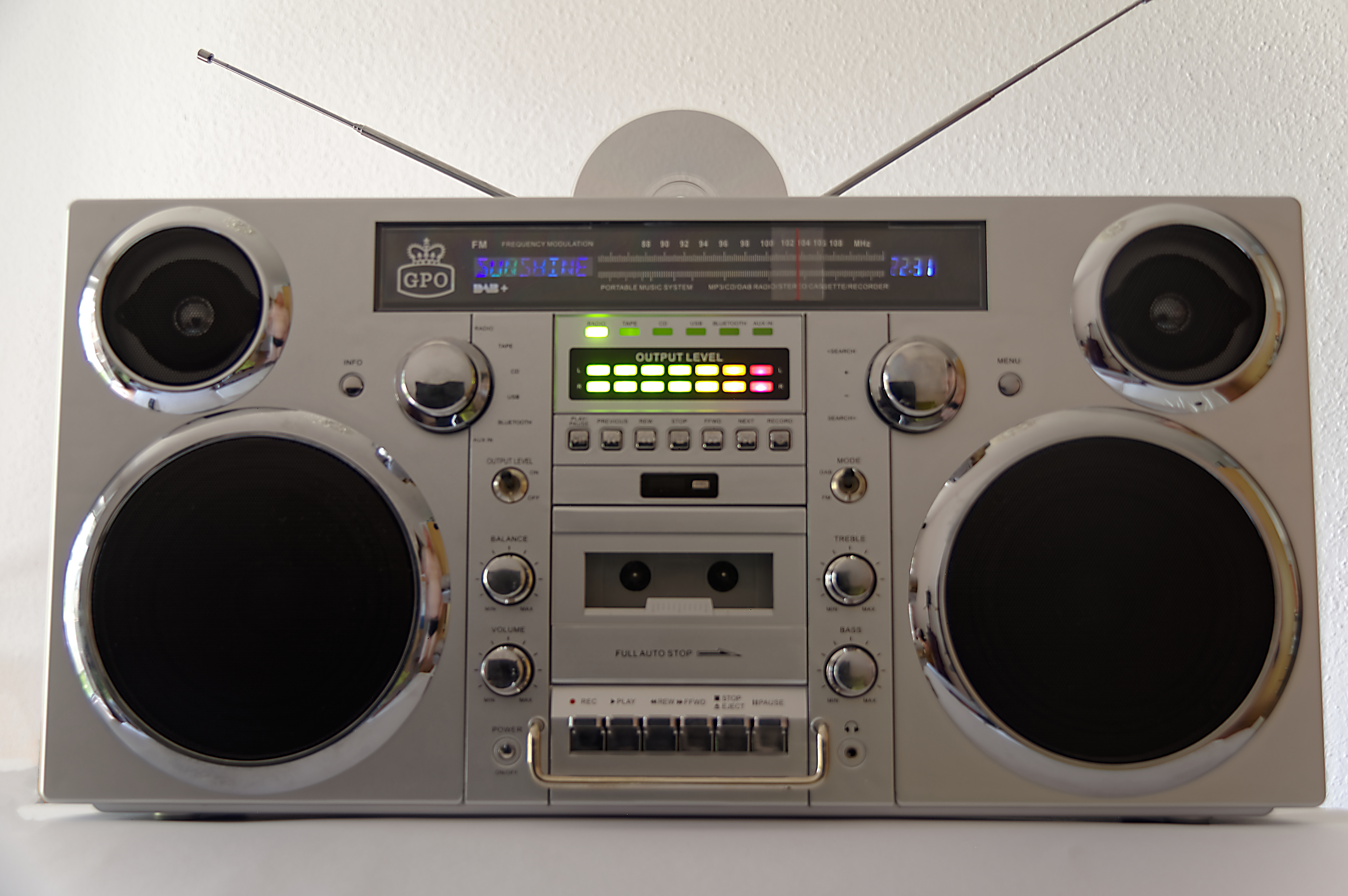
Un radiograbador DAB+/FM/MP3-CD/MP3-USB/casete/Bluetooth

Un radiocasete es un reproductor de audio portátil (generalmente estéreo) que integra en un solo aparato tanto un reproductor de casetes de audio como un receptor de radio. Es por lo tanto un tipo de aparato eléctrico que permite tanto escuchar la radio como reproducir casetes de audio. Con los radiocasetes equipados de doble pletina se puede, además, copiar el sonido de un casete en otro casete, a condición de que la banda magnética de este último sea imprimible. Algunos radiocasetes también incluyen un reproductor de discos compactos o dispositivos de memoria USB.
En Chile, Cuba, Perú y Ecuador, a los radiocasetes se les llama radiocaseteras. En otros países hispanohablantes se usan términos como boombox, boom-box, radiograbadora o radiograbador, en México se le conoce como grabadora. Su nombre coloquial en España es loro, tal como recoge el DRAE.
Con el advenimiento de la Revolución Digital los radiocasetes han sido relegados, aunque algunos coleccionistas y nostálgicos siguen utilizándolo.

## Historia
El primer modelo se desarrolló en Países Bajos. La empresa holandesa Philips lanzó su primera “Radiograbadora” en 1966. Esta fue la Norelco 22RL962. Por primera vez, las emisiones de radio y el audio de un micrófono se podían grabar directamente en cintas de casete. Alimentado por 6 baterías D, este modelo inicial incluía un asa y era completamente portátil para grabar mientras viaja. La radiocasetera a menudo se asocia con fenómenos de los años ochenta: el breakdance y la cultura hip hop.
Debido a la facilidad de transporte, otras culturas urbanas también usaron las boomboxes como parte de su estilo ―por ejemplo en prácticas de baile popular y en ensayos de ballet― al igual que personas de todas las edades.
Hoy en día los equipos portátiles de audio han prescindido del casete en la mayoría de los modelos para adaptarse a las nuevas tecnologías, incorporando la reproducción de CD/MP3/WMA/OGG (entre otros formatos legibles), así como la lectura de memorias USB en los modelos actuales. Algunos de ellos no cuentan con reproductor de CD, sino solo con un puerto USB.
Frente a este panorama, los radiocasetes han quedado desfasados, debido a la así llamada Revolución Digital. Ésta ha determinado el cambio en las costumbres de consumo de la música, ya que los equipos posteriores portátiles de audio ni graban casetes, ni tampoco efectúan grabaciones de la radio, sino que se limitan a reproducir medios con música grabada en soporte digital ―como el CD o el lápiz de memoria―, como mucho copian los archivos de audio desde un CD al formato MP3, pero la función de grabar desde la radio se perdió, lo mismo que la grabación de micrófono, dado que la gente consigue sus canciones favoritas en internet (con la ventaja de conseguir la canción completa sin los molestos recortes o «pisadas» de las canciones que efectúan las radios FM).
Una nueva generación de reproductores de casetes analógicos y música digital, ha surgido desde varias empresas en 2018.